# 布勒耶
布勒耶（法語：Breuillet，法語發音：[bʁøjɛ] ⓘ）是法国法兰西岛大区埃松省的一个市镇，属于帕莱索区。

## 地理
布勒耶（48°33'58"N, 2°10'17"E）面积6.69 平方千米，位于法国法蘭西島大區埃松省，该省份为法国北部内陆省份，北起上塞纳省和马恩河谷省，西接厄尔-卢瓦省和伊夫林省，南至卢瓦雷省，东临塞纳-马恩省。
与布勒耶接壤的市镇（或旧市镇、城区）包括：布吕耶尔勒沙泰勒、布勒-茹伊、埃格利、圣谢龙、圣莫里斯蒙库罗讷、圣永。
布勒耶的时区为UTC+01:00、UTC+02:00（夏令时）。

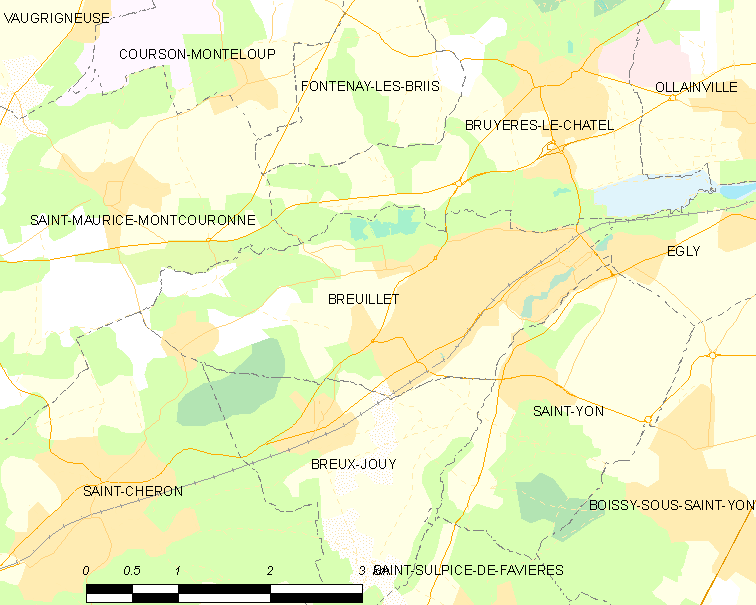
布勒耶的OSM定位图

## 行政
布勒耶的邮政编码为91650，INSEE市镇编码为91105。

## 政治
布勒耶所属的省级选区为杜尔当县。

## 人口

1962-2008年间布勒耶人口变化图示

布勒耶于2022年1月1日时的人口数量为9023人。